# 血色花園
《血色花園》（英語：Red Garden）為日本GONZO在2006年所發表的電視動畫作品，內容已在紐約羅斯福島的四位主角所週遭的一連串離奇死亡事件為主軸，以及接下來的一連串線索與尋找事情真相的曲折奇異經歷。
台灣於2009年3月5日起每週一至五晚上9點在Animax播出。

## 故事大綱
在紐約的羅斯福島上，四位主角凱特、蘿絲、克萊兒、瑞秋她們經歷了在此地發生的一連串神秘自殺事件。之後她們所就讀的學校因為有學生自殺（似乎被捲入了這場神秘事件）而宣告停課，她們四人被一隻神秘的蝴蝶引導到一處奇怪的地點，而她們卻被一群神秘的人物宣告「死亡」；如果她們還要繼續存活下來，她們只得別無選擇地逐一獵殺眼前所出現的怪物。

## 人物介紹

### 主要角色
凱特·艾希利（Kate Ashley，聲：日本：富坂晶；台灣：馮嘉德）
本劇主角。凱特生長於一個英系血統的富裕家庭，並一直保有她本身的優雅品格。她加入了「葛雷斯」，維護學員秩序。跟麗茲十分要好，二人過去曾一起交換日記，不過後來也承受喪失摯友之痛的打擊。家中因父母工作的關係，平時與姊姊住。常因自己「死」的緣故，而缺席葛雷斯。與艾維後來交往，得知受騙後為追尋真相意外被抓走，作為新研究對象。
瑞秋·班寧（Rachel Benning，聲：日本：新谷良子；台灣：龍顯蕙）
本身具有時髦的外在刻板印象，常與一些朋友一起夜出。也因「死」，長期處於心理不平衡的狀態，設法離開男友獨處。個人較不喜歡葛雷斯。曾於第一次戰鬥時，展現出異常的跳躍能力，往後的戰鬥常被怪物瞄準頸部下手。
克萊兒·佛瑞斯特（Claire Forrest，聲：日本：澤城美雪；台灣：鄭仁君）
有著西班牙血統，處事自主積極。母親已病死，而因父親、哥哥的工作原因，選擇獨居公寓，並在漢堡店打工維持生計。常準備道具來戰鬥並保護其他人。喜歡開車兜風、聽古典樂，曾自行調查四人「死」的原因。與朋友伊安吻別，準備決戰。
蘿絲·西迪（Rose Sheedy，聲：日本：辻步美；台灣：林美秀）

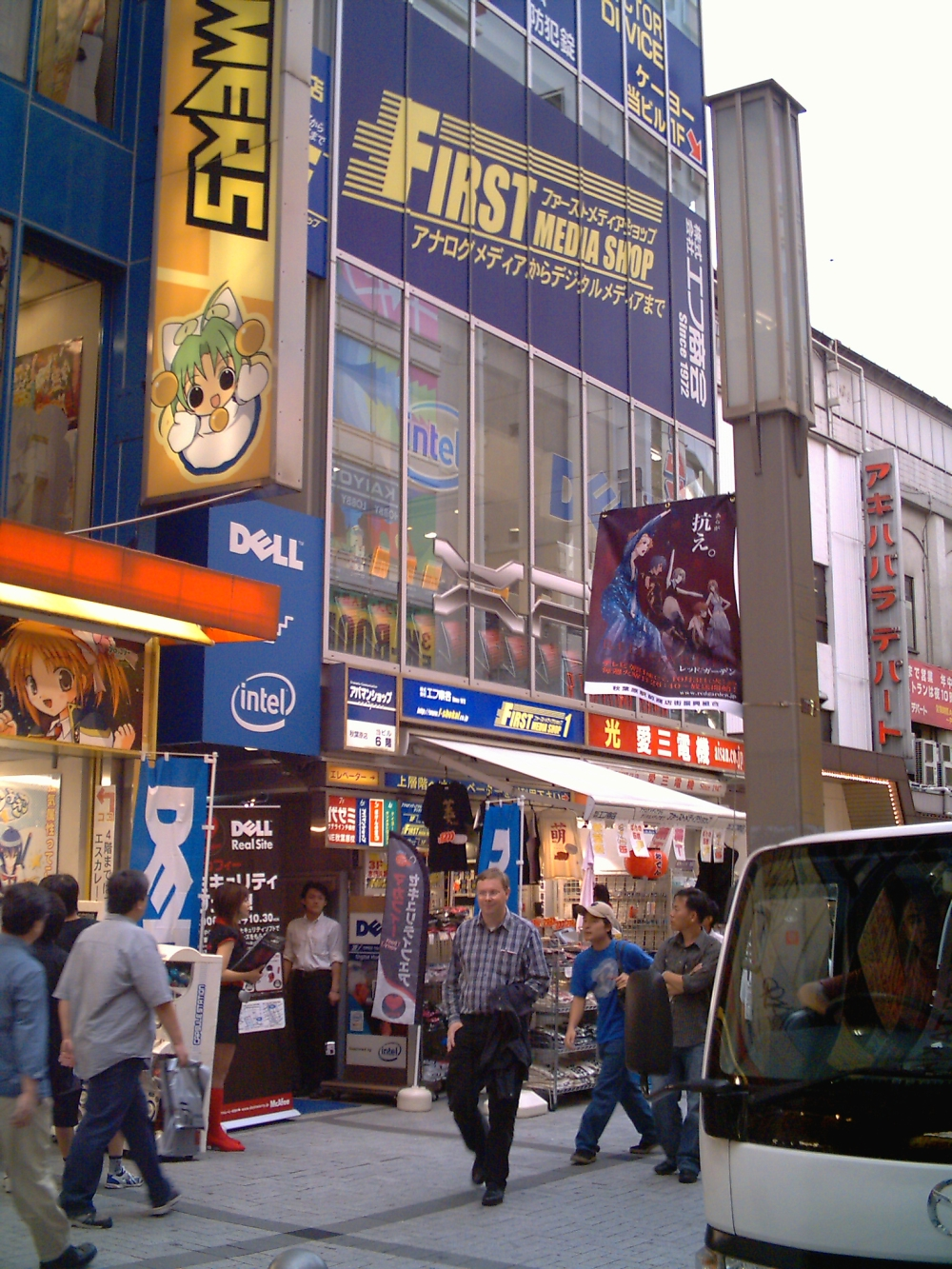
《血色花園》

個性內向，外表甜美。曾得過學校的獎學金，卻常因家務而被葛雷斯記遲到。父親因躲債而到外工作，除了母親病重住院外，還要照顧雙胞胎弟妹。因戰鬥困難，曾躲在家中思考生命的意義。於好友莎拉非常要好。
麗茲·哈麗特·梅耶（Lise Harriete Meyer，聲：日本：福圓美里；台灣：林美秀）
凱特的好友，與凱特四人同於一晚，被男朋友艾維所殺。屍體被多洛爾族奪走丟棄森林，並注入多洛爾族血液，使之以新身體復活來做研究。復活後雖然失憶，但透過艾維漸漸恢復正常。於第20集發病後又復原，最後五人得救後，又化為塵沙。

### 主角四人的戰鬥教官
蘿拉（Lula Ferhlan，聲：日本：田中理惠；台灣：鄭仁君）
與JC是姐弟關係，和主角一樣被復活，在決戰和艾維戰鬥後死亡。
Jeremy Charles "JC" Ferhlan（聲：日本：近藤隆；台灣：孫誠）
為蘿拉的弟弟，因知道蘿拉「死」的緣故，幫助阿尼暮斯族，在蘿拉與艾維戰鬥時死亡。

### 阿尼暮斯族與其關係人
阿尼暮斯族從前有兩本魔咒書之一被多洛爾族偷走，落得被詛咒的下場。最原始族人皆為小女孩，不過卻因被詛咒而長生不老。為了討回魔咒書，她們讓已死去的人復活來和多洛爾族的怪物戰鬥，或保護自方中的書。只要將兩本書結合將會復原一切，讓族人脫離長生不老的痛苦，化為沙塵死去。
族人於凱特的學園的地窖深處中，一個個眼神呆滯，面無表情，似乎等待死亡。被復活的人，若年長的則伴演著教職員工，若在就學中的便過著和平常一樣的生活。晚間12點時若有怪物出沒，復活的人便要身負族人的命令，和怪物戰鬥，若失敗便化為塵沙。族人最後完成倖存的主角四人的心願，成為完全人以長生不老，族人也破除不死的魔咒而消失。
被復活的人如主角們、第3集中別校死去的瑪麗和其他三人、蘿拉和學園的一些教職人員（多半為女性）......等等皆是。

### 多洛爾族與其關係人
多洛爾族從前奪走阿尼暮斯族的一本書，而被詛咒成為怪物。族人一生中不是早死就是會發病成為怪物，並不能避免。多洛爾的族人發病後會變得削瘦後心跳停止，然後才失去自我成為怪物。
族裡的女性，大部分皆於10代內死亡，最後只剩安娜、米蕾優存留，不過也難逃發病的魔掌。
主角對付的便是半夜出沒的怪物。
艾維·吉蘭朵（Herve Girandot，聲：日本：子安武人；台灣：劉傑）
外表俊美，小時候目睹母親發病後被亂棒打死，致力於找出救治妹妹安娜和表妹米蕾優病症的方法，後對於爺爺只專注於開發阿尼慕斯的身體非常不滿。先是與麗茲交往，然後和爺爺聯手殺害五人，後又欺騙凱特上鉤。決戰時被蘿拉的指甲刺傷，又被妹妹咬傷脖子，而失血過多，成為族裡最後死的人。
安娜（Anna，聲：日本：升望／若山詩音（幼年）；台灣：林美秀）
艾維的妹妹，12歲，因詛咒所引發的病症而無法出門。是族裡僅存的女性，被藏在公司裡。於決戰時病發，也是族裡最後發病的人。
米蕾優（Mireille，聲：日本：山口立花子；台灣：馮嘉德）
艾維的表妹，12歲，和安娜一樣渴望痊癒。安娜唯一的朋友，也是族裡僅存的女性。
勞爾（Raul，聲：日本：龜山助清；台灣；孫誠）
艾維的爺爺，希望阿尼慕斯的身體能延續多洛爾的血脈，因而放棄安娜與米蕾優，被艾維憎恨，在解救凱特的行動中被艾維所殺。
本達醫生（Mr. Bender，聲：日本：杉崎亮；台灣：陳旭昇）
阿尼慕斯身體開發計劃的總指揮，與勞爾一樣放棄族裡最後的女人，被艾維厭惡，在解救凱特的行動中早勞爾一步被艾維所殺。
艾米利奧·吉蘭朵（Emilio Girandot，聲：日本：羽多野涉；台灣：孫誠）
多洛爾一族，艾維的朋友，個性溫和善良。艾瑪的情人，後與艾瑪分開。於故事後期幫助艾維、凱特，卻死於族裡的內戰中。

### 葛雷斯（Grace）的成員
「葛雷斯」是學校內主管風紀的學生自治團體，具有對學生的服裝儀容等各方面的完整監督與管制權，可對違紀者逕行登記警告，而學生沒有任何反駁與覆議的餘地。
寶拉·辛庫蕾雅（Paula，聲：日本：小林惠美；台灣：林美秀）
學生會會長，因奶奶而知道凱特「死」的事，在學校庇護凱特，被其他學生會成員誤會。
潔西卡（Jessica，聲：日本：後藤沙緒里；台灣：龍顯蕙）
認真嚴謹的葛雷斯，因寶拉的態度而討厭凱特，在暗中調查凱特後發現異樣，後期與凱特關係良好。
凱莉（Kelly，聲：日本：井上奈苗；台灣：林美秀）

### 主角的朋友
路克（Luke，聲：日本：增田裕生；台灣：陳旭昇）
瑞秋的男友，很喜歡瑞秋，希望能跟他更親近，瑞秋「死」後與路克疏離，進而分手。
瓦妮莎（Vanessa，聲：日本：松本櫻；台灣：鄭仁君）
瑞秋的朋友。
蘇珊（Susan，聲：日本：南央美；台灣：林美秀）
瑞秋的朋友。
阿曼達（Amanda，聲：日本：木村遙；台灣：馮嘉德）
剛入學時是瑞秋的朋友，後來由於瑞秋疏遠路克的關係，便向路克表白心意，兩人成為情敵。據瑞秋所說，阿曼達總是模仿她的衣著打扮。
山姆（Sam，聲：日本：白鳥修馬；台灣：劉傑）
瑞秋的朋友，一直暗戀有個人風格的瑞秋。
伊安（Yuan，聲：日本：飯田利信；台灣：孫誠）
克萊兒的朋友，暗戀克萊兒，有點懦弱。
莎拉（Sara，聲：日本：藤田瑞希；台灣：鄭仁君）
蘿絲的朋友，在蘿絲「死」後成為心靈支柱之一。

### 教職員工
理事長（Chairman，聲：日本：齊藤昌；台灣：馮嘉德）
學園的理事長。從前被阿尼暮斯族女孩復活的人，為了報答和守護有關詛咒的書，扮演著理事長的職位。
露西（Lucy，聲：日本：石毛佐和；台灣：龍顯蕙）
凱特的班導師。從前被阿尼暮斯族女孩復活的人，真實年紀甚至比理事長還大。
尼克（Nick，聲：日本：小野大輔；台灣：劉傑）
文學老師，瑞秋因跟他聊天舒解壓力而被路克誤會。
衡老師（Mr. Kou，聲：日本：松尾衡；台灣：孫誠）
歷史老師。
梅亞莉（Mary，聲：日本：山口立花子；台灣：林美秀）

### 警方
克勞德（Claude，聲：日本：辻親八；台灣：陳旭昇）
謀殺罪案組的刑警，致力查出與有關麗茲與其他看似自殺的女孩的事。也向凱特進一步的詢問。後來漸漸發現事情的真相，最後卻在溪河中救麗茲當中，由勞爾的指引被射殺。
尼爾·卡斯坦（Neil，聲：日本：上田陽司；台灣：孫誠）
黑人，克勞德的同事。後來在克勞德死前由對講機的話語中，前往調查，最後同和克勞德一樣於橋上拯救麗茲時，由勞爾的指引被射殺。
亞倫（Alan，聲：日本：中博史；台灣：劉傑）

### 主角的家人
艾希利家
凱特的父親（Kate's father，聲：日本：上田陽司；台灣：孫誠）
生意人，因工作原因，故與女兒的生活並非完全了解，藉著一家人到外晚餐來凝聚感情，是位嚴厲的父親。
凱特的母親（Kate's mother，聲：日本：寺田春日；台灣：林美秀）
和丈夫同為生意人。
艾瑪（Emma，聲：日本：永田亮子；台灣：龍顯蕙）
凱特的姊姊。曾與艾米利奧交往，後來認為被對方甩了，非常傷心。
班寧家
瑞秋的母親（Rachel's mother，聲：日本：五十嵐麗；台灣：馮嘉德）
職業是模特兒，但酗酒的惡習導致酒精中毒、記憶模糊便在家靜養，因此瑞秋跟她疏遠。
西迪家
羅伯特·西迪（Robert，聲：日本：樫井笙人；台灣：陳旭昇）
蘿絲的父親，由於公司倒閉被牽扯負債的關係，離家一人獨自工作還債。
蘿絲的母親（Rose's mother，聲：日本：豐島麻美；台灣：鄭仁君）
在父親離家後，重病住院。後由蘿絲口中得知丈夫的事，病慢慢恢復，於聖誕節時回到家中，與兒女團聚。
保羅（Paul，聲：日本：本城雄太郎；台灣：馮嘉德）
蘿絲的弟弟，雙胞胎當中的男孩。
凱莉（Carrie，聲：日本：諸星堇；台灣：龍顯蕙）
蘿絲的妹妹，雙胞胎當中的女孩。
佛瑞斯特家
克萊兒的父親（Claire's father，聲：日本：黑田崇矢；台灣：劉傑）
跟克萊兒之間有些誤會，關係緊張，其實個非常愛護家庭的人，因藍迪一事與克萊兒和好。似乎是大企業的老闆。
克萊兒的母親（Claire's mother，聲：未知）
於克萊兒幼時離世。
藍迪（Randy，聲：日本：江川央生；台灣：孫誠）
克萊兒的哥哥，獨自一人去創業，卻落得被欺騙，之後發生車禍被誤認為是自殺，幸而後來撿回一命。
麗茲家
羅伯特（Robert，聲：日本：增岡太郎；台灣：劉傑）
麗茲的父親。已去世。

### 其他人物
漢堡店店長（Burger Shop's owner，聲：日本：鹽屋浩三；台灣；劉傑）
克萊兒打工地方的老闆，克萊兒因「死」的緣故總是遲到早退，又因她的態度問題而開除她。不過後來因念舊兩人不坦率的達成共識，再次雇用。
旁白（Narrator，聲：日本：遠藤憲一；台灣：陳旭昇）
在每集片尾預告下集進度的人。

## 製作成員
- 原作：GONZO
- 監督：松尾衡
- 系列構成：山下友弘
- 人物原案：藤純
- 人物設定、總作畫監督：石井久美
- 美術監督：甲斐政俊
- 色彩設計：古市裕一
- 視覺協調：佐佐木研太郎
- 攝影監督：石黑晴嗣
- 音響監督：亀山俊樹
- 音樂：千住明
- 製作人：小林正樹、根岸悟、坂本耕作、難波秀行、西口なおみ
- 動畫製作人：鷹木純一
- 動畫制作：GONZO
- 製作：トライネットエンタテインメント、GDH
- 制作：朝日電視台

## 外部連結
- （日語） 日本《血色花園》官方網站
- （中文） 台灣Animax《血色花園》相關介紹

| 香港 Animax 星期一至五23:00-23:30節目 | 香港 Animax 星期一至五23:00-23:30節目    | 香港 Animax 星期一至五23:00-23:30節目 |
| ------------------------------------- | ---------------------------------------- | ------------------------------------- |
|                                       | 血色花園 （2009年2月23日-2009年3月26日） |                                       |
| 惡搞測試王                            | 雙面騎士 重播                            |                                       |

| 台灣 Animax 星期一至五21:00-21:30節目 | 台灣 Animax 星期一至五21:00-21:30節目  | 台灣 Animax 星期一至五21:00-21:30節目 |
| ------------------------------------- | -------------------------------------- | ------------------------------------- |
|                                       | 血色花園 （2009年3月5日-2009年4月7日） |                                       |
| 彩雲國物語 重播                       | 涼宮春日的憂鬱 重播                    |                                       |

| 台灣 Animax 星期一至五22:00-23:00節目 | 台灣 Animax 星期一至五22:00-23:00節目    | 台灣 Animax 星期一至五22:00-23:00節目 |
| ------------------------------------- | ---------------------------------------- | ------------------------------------- |
|                                       | 血色花園 （2011年5月25日-2011年6月10日） |                                       |
| 07-GHOST                              | Kanon                                    |                                       |